# Av Beth Din
Un Av Beth Din (en hébreu אב בית דין-littéralement « père d'une maison de jugement ») est le dirigeant d'un Beth Din, un tribunal fonctionnant selon les lois et les droits sociaux ou religieux tel qu'ils sont conçus dans la Torah, la Michna et le Talmud.